# 马兜铃叉丝壳
马兜铃叉丝壳（学名：Microsphaera aristolochiae）是属于白粉菌目白粉菌科叉丝壳属的一种真菌，寄生在马兜铃属植物上。该种分布于中国。